# Гатто, Никола-Мари

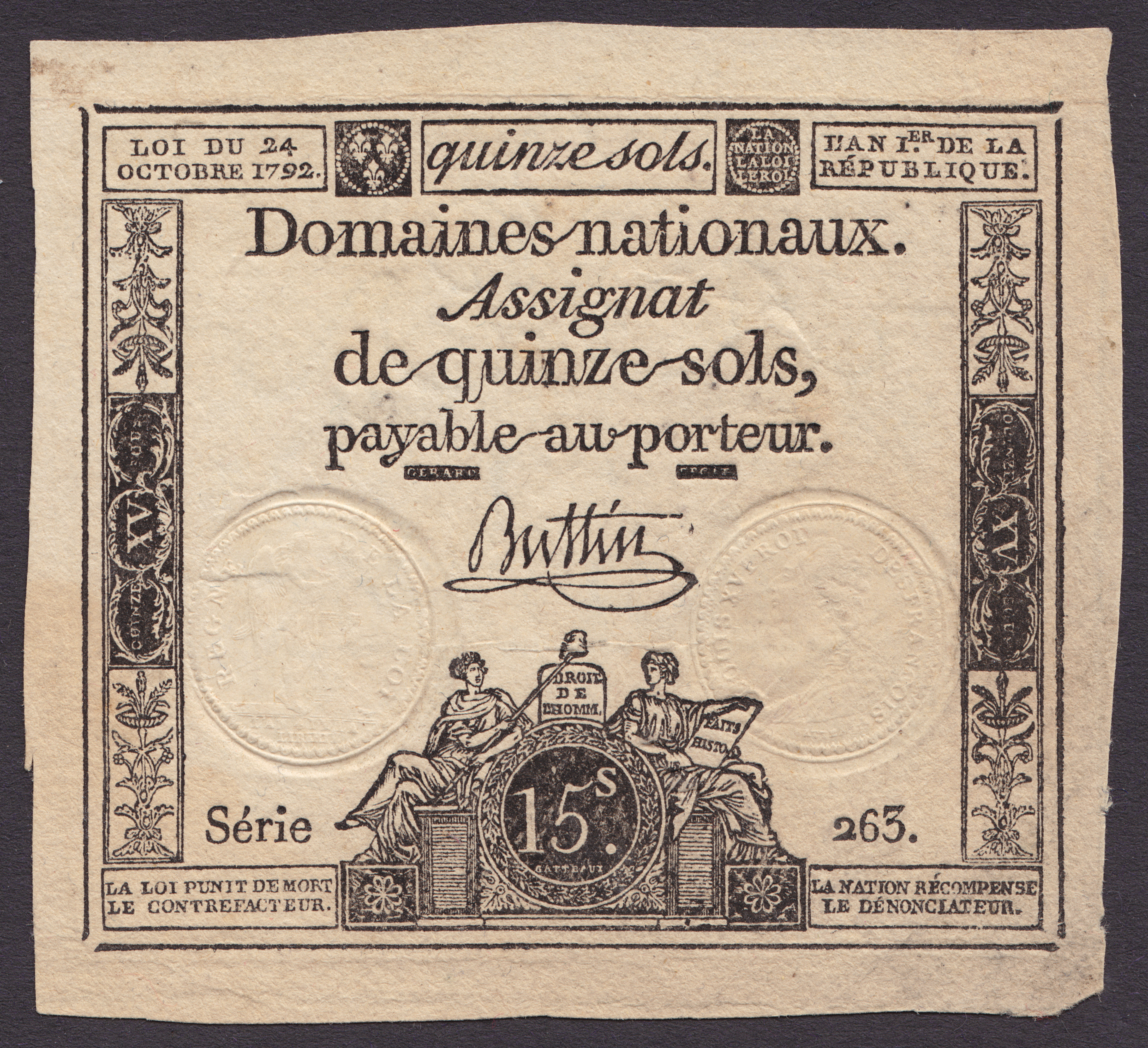
Ассигнат в 15 су 1792 года, внизу под номиналом цифрами — подпись «GATTEAUX»

Никола-Мари Гатто (фр. Nicolas-Marie Gatteaux, 2 августа 1751, Париж — 24 июня 1832, Париж) — французский медальер, гравёр и резчик монетных штемпелей.
Отец скульптора и медальера Жака-Эдуарда Гатто.

## Биография
С 1773 года работал на Парижском монетном дворе. В 1871 году назначен королевским медальером.
Изготовил многие монетные штемпели, занимался также созданием жетонов и медалей. Создал более 300 медалей в честь различных событий периода правления короля Людовика XIV, Великой французской революции, Консулата, Первой империи и Реставрации Бурбонов.
Создал рисунки и гравировал клише некоторых ассигнатов.
Некоторые свои работы подписывал «GATT», «GATTEAUX» или «GATTEAUX.INV.».